# Siboglinum inerme
Siboglinum inerme é uma espécie de anelídeo pertencente à família Siboglinidae.
A autoridade científica da espécie é Southward & Southward, tendo sido descrita no ano de 1958.
Trata-se de uma espécie presente no território português, incluindo a sua zona económica exclusiva.